# Ivan Kelava
Ivan Kelava (Zagreb, Croacia, 20 de febrero de 1988) es un futbolista croata que juega como portero en el Melbourne Victory F. C. de la A-League.

## Trayectoria

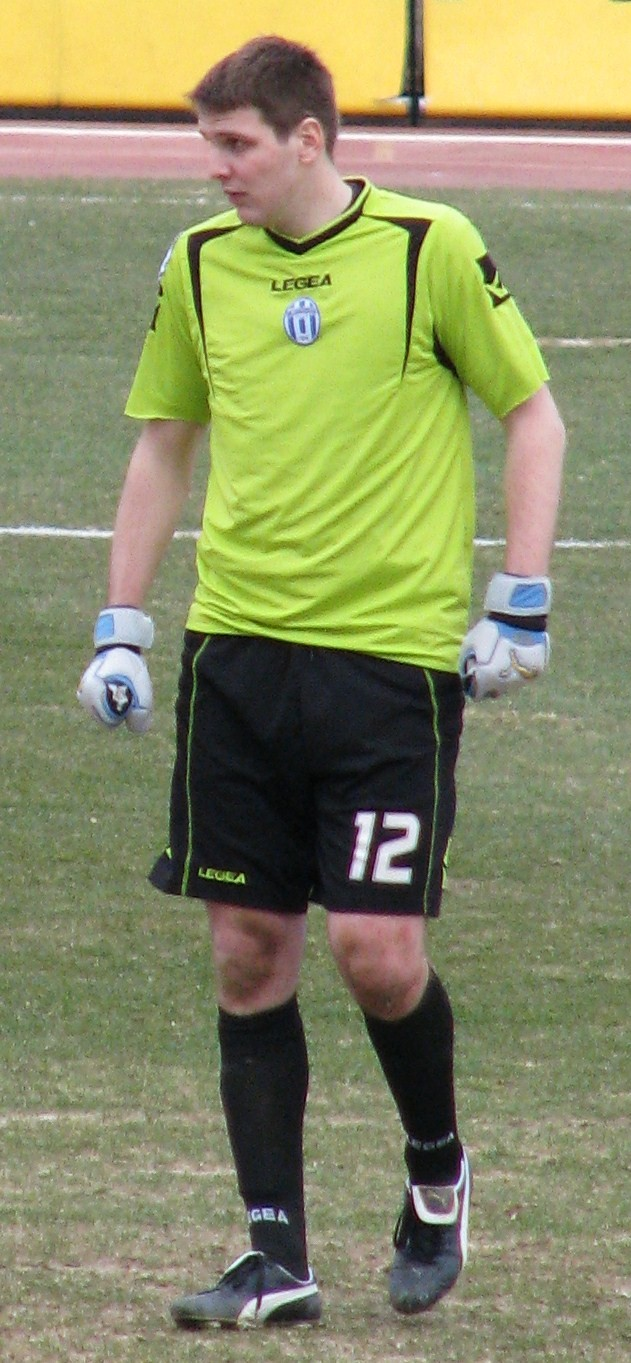
Jugando con el Lokomotiva.

Jugó para el Dinamo Zagreb desde 1997 hasta 2013, año en el que recaló en el Udinese Calcio. Fue movido al primer equipo del Dinamo Zagreb en el verano de 2006. Comenzó su carrera en el Primer Equipo como el cuarto portero del club, detrás de Filip Loncaric, Ivan Turina y Vranjic Tomislav. Tras las salidas de Turina y Vranjic en el verano de 2007, se convirtió en el tercer portero para la temporada 2007-08, detrás de Georg Koch que acababa de llegar al club y Loncaric.
Debutó en la Copa de Croacia en septiembre de 2007 y pasó a hacer otra aparición en la Copa en octubre de 2007. Su debut en Liga fue en el triunfo por 2-1 sobre el NK Zadar el 27 de octubre de 2007, debido a las lesiones tanto de Koch y Loncaric. Al final de la temporada, logró establecerse como el segundo portero del club, disputando un total de siete partidos de liga. Se convierte en el segundo portero tras la salida de Koch y la firma de Tomislav Butina en el verano de 2008. El 2 de octubre hizo su debut en la Liga de Campeones sustituyendo al lesionado Butina en los primeros minutos de la segunda parte en el partido de la primera ronda contra el Sparta de Praga. También apareció en los partidos de la fase de grupos ante el NEC Nijmegen y el Tottenham Hotspur.
En agosto de 2009 fue cedido al Lokomotiva donde se estableció como el portero titular y disputó un total de 33 partidos de liga antes de volver al Dinamo. El 11 de septiembre de 2010 hizo su regreso con el Dinamo, entrando como sustituto de Loncaric en un partido de liga ante el Hajduk Split. Mantuvo la portería a cero en la victoria por 2-0 en casa ante Villarreal CF en un partido de la Europa League. Siguió con la portería imbatida un tiempo.
En junio de 2013 llega al Udinese Calcio cedido por el Granada Club de Fútbol para la siguiente temporada, 2013-2014.
Fue el primer portero del Dinamo Zagreb en la temporada 2011-12. Se convirtió en un héroe para los aficionados después de hacer una serie de paradas en el partido de vuelta de los Play-Off de la Liga de Campeones contra el Malmö FF. Solo recibió un gol en el partido en casa contra el Real Madrid (0-1), parando lanzamientos a Cristiano Ronaldo y Özil desde corta distancia.
En diciembre de 2016 se desvincula del Granada CF.

## Selección nacional
Desde 2004 hasta 2010 jugó con las categorías inferiores de la selección croata.
Fue parte de la lista final de Slaven Bilić para disputar la Eurocopa 2012, pero no pudo hacer una sola aparición.

### Participaciones en Eurocopas
| Eurocopa      | Sede              | Resultado      |
| ------------- | ----------------- | -------------- |
| Eurocopa 2012 | Polonia · Ucrania | Fase de grupos |

## Clubes
| Club                          | País      | Año       |
| ----------------------------- | --------- | --------- |
| G. N. K. Dinamo Zagreg        | Croacia   | 2007-2013 |
| N. K. Lokomotiva (cedido)     | Croacia   | 2009-2010 |
| Udinese Calcio                | Italia    | 2013-2015 |
| Carpi F. C. 1909 (cedido)     | Italia    | 2014      |
| F. C. Spartak Trnava (cedido) | Eslovenia | 2015      |
| Granada C. F.                 | España    | 2015-2017 |
| Debreceni V. S. C.            | Hungría   | 2017      |
| C. S. M. Politehnica Iași     | Rumania   | 2017-2018 |
| N. K. Inter Zaprešić          | Croacia   | 2018-2020 |
| Alki Oroklini                 | Chipre    | 2020-2021 |
| Xanthi F. C.                  | Grecia    | 2021      |
| Melbourne Victory F. C.       | Australia | 2021-     |

## Palmarés

### Títulos nacionales
| Título          | Club                   | País    | Año  |
| --------------- | ---------------------- | ------- | ---- |
| Liga de Croacia | G. N. K. Dinamo Zagreb | Croacia | 2007 |
| Copa de Croacia | G. N. K. Dinamo Zagreb | Croacia | 2007 |
| Liga de Croacia | G. N. K. Dinamo Zagreb | Croacia | 2008 |
| Copa de Croacia | G. N. K. Dinamo Zagreb | Croacia | 2008 |
| Liga de Croacia | G. N. K. Dinamo Zagreb | Croacia | 2010 |
| Copa de Croacia | G. N. K. Dinamo Zagreb | Croacia | 2010 |
| Liga de Croacia | G. N. K. Dinamo Zagreb | Croacia | 2011 |
| Copa de Croacia | G. N. K. Dinamo Zagreb | Croacia | 2011 |
| Liga de Croacia | G. N. K. Dinamo Zagreb | Croacia | 2012 |
| Copa de Croacia | G. N. K. Dinamo Zagreb | Croacia | 2012 |